# ウェード式
ウェード式（ウェードしき、英語: Wade）は、中国語をラテン文字によって表記する方法の一つ。19世紀後半にイギリスの中国駐在公使を経てケンブリッジ大学教授となったトーマス・ウェードが使ったローマ字表記法で、その著書『語言自邇集』といった中国語教科書で用いられた。その後ハーバート・ジャイルズが『中英辞書』（1892年上海、1912年ロンドン）の発音表記に用いたことで広く普及した。このため「ウェード・ジャイルズ式（英: Wade-Giles）」と称することもある。
ウェードの教科書はもともとイギリスの外交官の通訳教育のためのものであったが、かつては日本を含む世界中で広く用いられ、ウェード式のローマ字は中国国外で広く普及した。1906年の制定から1958年に漢語拼音方案が制定されるまで中国で地名表記に使われた郵政式は、ウェード・ジャイルズ式を元に有気音の記号や声調表記・ダイアクリティカルマークを除くなど簡略化し、一部既に慣用になっていた綴りや方言音に基づいた綴りを採り入れたものであった。
中華人民共和国では1958年以来拼音が用いられ、1980年代からは国外でも拼音が主に使われるようになったが、現在でもウェード式は台湾の主要都市の地名表記や、英語新聞の記事、人名のラテン字での表記に使われている（例：高雄 Kaohsiung、丁光訓 K.H. Tingなど）。
拼音と比べた場合のウェード式の大きな特徴として、有気音と無気音の区別に「ʻ」（シングルクォートの始まりに似た記号、アポストロフィで代用されることが多い）を用いることが挙げられる。

## 表記方法
ウェード式が定められたのは北京語が標準化される前であり、現在の北京語には存在しない chʻiai（楷）や chio （角）のような音節が存在する。また、ウェードもジャイルズも、ローマ字の表記方法を厳密に記述していない。ここで説明しているのは、ジャイルズの辞典の見出しから帰納した現代北京音の表記方法である。

### 声母
声母（中国語の音節頭子音）に使われたアルファベットは、p, t, k（破裂音）、f, s, hs, sh, j, h（摩擦音）、ts, ch（破擦音）、m, n（鼻音）、l（流音）であった。さらに有気音と無気音の対立のある破裂音・破擦音では、「ʻ」を用いて有気音を表す（pʻ, tʻ, kʻ, tsʻ, chʻ）。
|        |        | 両唇音・唇歯音 | 歯茎音               | そり舌音        | そり舌音   | 歯茎硬口蓋音   | 軟口蓋音     |
| 無声音 | 有声音 | 両唇音・唇歯音 | 歯茎音               |                 |            | 歯茎硬口蓋音   | 軟口蓋音     |
| ------ | ------ | -------------- | -------------------- | --------------- | ---------- | -------------- | ------------ |
| 鼻音   | 鼻音   | m [m] ㄇ m     | n [n] ㄋ n           |                 |            |                |              |
| 破裂音 | 無気音 | p [p] ㄅ b     | t [t] ㄉ d           |                 |            |                | k [k] ㄍ g   |
| 破裂音 | 有気音 | pʻ [pʰ] ㄆ p   | tʻ [tʰ] ㄊ t         |                 |            |                | kʻ [kʰ] ㄎ k |
| 破擦音 | 無気音 |                | ts / tz [ts] ㄗ z    | ch [ʈʂ] ㄓ zh   |            | ch [tɕ] ㄐ j   |              |
| 破擦音 | 有気音 |                | tsʻ / tzʻ [tsʰ] ㄘ c | chʻ [ʈʂʰ] ㄔ ch |            | chʻ [tɕʰ] ㄑ q |              |
| 摩擦音 | 摩擦音 | f [f] ㄈ f     | s / ss [s] ㄙ s      | sh [ʂ] ㄕ sh    | j [ʐ] ㄖ r | hs [ɕ] ㄒ x    | h [x] ㄏ h   |
| 接近音 | 接近音 |                | l [l] ㄌ l           |                 |            |                |              |

- ch と chʻ については、i （ih 以外）または ü が後続するときに歯茎硬口蓋音、それ以外のときにそり舌音を表す。
- tz, tzʻ, ss の3つは、後続する韻母が空韻の時にのみ現れる。韻母の項を参照。

### 韻母
韻母（中国語の音節における声母以下の部分）には以下の表にあるような綴りが使われる。
| 介音 | 主母音 | 韻尾     | 韻尾       | 韻尾    | 韻尾     | 韻尾      |
| 介音 | 主母音 | /·/      | /i/        | /u/     | /n/      | /ŋ/       |
| ---- | ------ | -------- | ---------- | ------- | -------- | --------- |
| ∅    | /a/    | a        | ai         | ao      | an       | ang       |
| /i/  | /a/    | ia ya    |            | iao yao | ien yen  | iang yang |
| /u/  | /a/    | ua wa    | uai wai    |         | uan wan  | uang wang |
| /y/  | /a/    |          |            |         | üan yüan |           |
| ∅    | /ə/    | ê/o      | ei         | ou      | ên       | êng       |
| /i/  | /ə/    | ieh yeh  |            | iu yu   | in yin   | ing ying  |
| /u/  | /ə/    | o/uo wo  | ui/uei wei |         | un wên   | ung wêng  |
| /y/  | /ə/    | üeh yüeh |            |         | ün yün   | iung yung |
| ∅    | /ɨ/    | ŭ /ih    |            |         |          |           |
| /i/  | /ɨ/    | i        |            |         |          |           |
| /u/  | /ɨ/    | u wu     |            |         |          |           |
| /y/  | /ɨ/    | ü yü     |            |         |          |           |

- [ɤ]は通常、「ê」で表記するが、単韻母の場合および「k, kʻ, h」の後では「o」が使われる。声母のないときは「o」と記す[2]。
- 声母がなく介母から音節が始まる場合、介音「i」を「y」、介音「u」を「w」、介音「ü」を「yü」に替えて表記する。また主母音が「i」の場合、単韻母「i」は「i」をそのまま使い、鼻韻母「in, ing」は「yin, ying」とする。単韻母の「u」はwをつけて「wu」、「ü」はyをつけて「yü」とする[3]。
- [iɛ]は「ieh」、[yɛ]は「üeh」と表記する。
- [iou]には常に「iu」を使い、中間のoは表記しない。声母がないときには「yu」とする。
- [uɔ]（[ʷɔ]）には通常「o」が使われるが、「sh, k, kʻ, h」の後では「uo」と表記される[4]。また声母のないときには「wo」とする。
- [ueɪ]には通常「ui」が使われるが、「k, kʻ」の後では「uei」とされる。声母のないときには「wei」と表記する。
- [uən]には通常「un」が使われる。声母がない場合のみeを入れて「wên」とする。
- [uɤŋ]は声母がないときのみ現れるので「wêng」だけである。一方、[ʊŋ]は「ung」と表記され、声母と必ず結びつき、声母のないときは現れない。
- いわゆる空韻、すなわち舌尖前声母[ts, tsʰ, s]（ts, tsʻ, s）としか結ばない舌尖前韻母[ɿ]には「ŭ」が使われ、その際「s」は「ssŭ」に、「ts」は「tzŭ」、[tsʻ」は「tzʻŭ」に変形させる。一方、舌尖後声母[ʈʂ, ʈʂʰ,ʂ, ʐ]（ch, chʻ, sh, j）としか結ばない舌尖後韻母[ʅ]には「ih」が使われる。

#### 対照表
| 四呼 | IPA    | ウェード式 | 拼音      | 注音字母 |
| ---- | ------ | ---------- | --------- | -------- |
| 開口 | [ɑ]    | a          | a         | ㄚ       |
| 開口 | [ɔ]    | o          | o         | ㄛ       |
| 開口 | [ɤ][ə] | ê / o      | e         | ㄜ       |
| 開口 | [ɛ]    | eh         | ê         | ㄝ       |
| 開口 | [aɪ]   | ai         | ai        | ㄞ       |
| 開口 | [eɪ]   | ei         | ei        | ㄟ       |
| 開口 | [aʊ]   | ao         | ao        | ㄠ       |
| 開口 | [ou]   | ou         | ou        | ㄡ       |
| 開口 | [an]   | an         | an        | ㄢ       |
| 開口 | [ən]   | ên         | en        | ㄣ       |
| 開口 | [ɑŋ]   | ang        | ang       | ㄤ       |
| 開口 | [ɤŋ]   | êng        | eng       | ㄥ       |
| 開口 | [ɚ]    | êrh        | er        | ㄦ       |
| 開口 | [ɿ]    | ŭ          | i         |          |
| 開口 | [ʅ]    | ih         | i         |          |
| 斉歯 | [i]    | i          | i yi      | ㄧ       |
| 斉歯 | [iɑ]   | ia ya      | ia ya     | ㄧㄚ     |
| 斉歯 | [iɛ]   | ieh yeh    | ie ye     | ㄧㄝ     |
| 斉歯 | [iaʊ]  | iao yao    | iao yao   | ㄧㄠ     |
| 斉歯 | [iou]  | iu yu      | iu you    | ㄧㄡ     |
| 斉歯 | [iɛn]  | ien yen    | ian yan   | ㄧㄢ     |
| 斉歯 | [in]   | in yin     | in yin    | ㄧㄣ     |
| 斉歯 | [iɑŋ]  | iang yang  | iang yang | ㄧㄤ     |
| 斉歯 | [iŋ]   | ing ying   | ing ying  | ㄧㄥ     |
| 合口 | [u]    | u wu       | u wu      | ㄨ       |
| 合口 | [uɑ]   | ua wa      | ua wa     | ㄨㄚ     |
| 合口 | [uo]   | o/uo wo    | uo wo     | ㄨㄛ     |
| 合口 | [uaɪ]  | uai wai    | uai wai   | ㄨㄞ     |
| 合口 | [ueɪ]  | ui/uei wei | ui wei    | ㄨㄟ     |
| 合口 | [uan]  | uan wan    | uan wan   | ㄨㄢ     |
| 合口 | [uən]  | un wên     | un wen    | ㄨㄣ     |
| 合口 | [uɑŋ]  | uang wang  | uang wang | ㄨㄤ     |
| 合口 | [uɤŋ]  | wêng       | weng      | ㄨㄥ     |
| 合口 | [ʊŋ]   | ung        | ong       | ㄨㄥ     |
| 撮口 | [y]    | ü yü       | ü yu      | ㄩ       |
| 撮口 | [yɛ]   | üeh yüeh   | üe yue    | ㄩㄝ     |
| 撮口 | [yɛn]  | üan yüan   | üan yuan  | ㄩㄢ     |
| 撮口 | [yn]   | ün yün     | ün yun    | ㄩㄣ     |
| 撮口 | [yuŋ]  | iung yung  | iong yong | ㄩㄥ     |

### 声調
北京官話の声調は音節末に数字を上付きに書くことで表される。陰平は「1」、陽平は「2」、上声は「3」、去声は「4」と表記する。軽声については規定がない（実際には「0」や「5」を使ったり、表記しなかったりする）。

## 大漢和辞典のウェード式
『大漢和辞典』で使われているウェード式は、だいたい上記と同じであるが、多少の違いがある。
- [ɤ] は声母にかかわらず常に ê と表記する。
- [uo] は声母にかかわらず常に uo と表記する（ただし po pʻo fo wo）。
- [ueɪ] は常に uei と表記する（ただし声母ゼロのときは wei）。
- [ən] は en と表記する（ên とはしない）。
- [uən] は uen と表記する（ただし声母ゼロのときは wen）。

## ウェード式ローマ字の使用
ウェード式ローマ字は1980年代に拼音が広まるまで世界で広く使われていた。台湾ではウェード式が公式のローマ字表記になったことは一度もないが、過去において公式のローマ字であった国語ローマ字や注音符号第二式（1986-2003）よりも広く使われていた。2008年以降は漢語拼音方案が正式なローマ字に定められたが、現在でも道路標識、英字新聞、名刺などで固有名詞のローマ字表記の一部にウェード式ないし郵政式が残存している。ウェード式によるコンピューター入力方法は作られていない。